# عثمان أوزديمير
عثمان أوزديمير (بالتركية: Osman Özdemir)‏ هو مدرب كرة قدم ولاعب كرة قدم تركي في مركز الهجوم، ولد في 1 سبتمبر 1961 في آدابازاري في تركيا. لعب مع أضنة سبور وغنتشلربيرليغي وقونيا سبور.

## وصلات خارجية
- عثمان أوزديمير على موقع اتحاد تركيا (لاعب) (الإنجليزية)
- عثمان أوزديمير على موقع اتحاد تركيا (مدرب) (الإنجليزية)
- عثمان أوزديمير على موقع قاعدة بيانات كرة القدم.إي يو (الإنجليزية)
- عثمان أوزديمير على موقع عالم كرة القدم.نت (الإنجليزية)